# Faubourg de Béthune
Pour les articles homonymes, voir Bethune.
Le Faubourg de Béthune est un quartier du Sud-Ouest de Lille, classé zone franche urbaine.

## Géographie
Le Faubourg de Béthune est le territoire situé au sud-ouest de Lille, délimité au nord-est par les boulevard de Metz et de la Moselle, ancien boulevard Militaire qui parcourait l'intérieur des fortifications de Lille, à l'ouest par la délimitation entre Lille et Loos et au sud par la voie de chemin de fer Lille-Don-Sainghin, qui sépare le Faubourg de Béthune de Lille-Sud. Ce territoire était complètement extra-muros jusqu'à l'arasement des fortifications au début du 20e siècle. Il se raccorde au Lille «intra-muros» par la place Antoine-Tacq, emplacement de l'ancienne porte de Béthune.
Le tracé de l'autoroute A25, qui constitue le boulevard périphérique sud divise le quartier en deux zones vivant séparément : à l'est du périphérique, des grands ensembles construits le long des boulevards de Metz et de la Moselle, adossés au périphérique, notamment le groupe Concorde, l'un des secteurs les plus pauvres de France ; à l'ouest du périphérique, le «vieux faubourg», tissu urbain dans la continuité de celui de Loos, relié au reste de la ville de Lille par un pont franchissant l'autoroute A25..
Scindé par le boulevard périphérique, délimité et parcouru par des grands axes (boulevard de Metz, boulevard de la Moselle, avenue Beethoven) et de gros échangeurs routiers (rond-point du boulevard de la Moselle et place Barthélémy-Dorez), coupé des autres faubourg du sud par la voie SNCF, le quartier du Faubourg de Béthune présente plusieurs ensembles enclavés géographiquement (Concorde, secteur Baltique, avenue Verhaeren, chemin de Bargues).

## Histoire
La rue du Faubourg de Béthune, suit le tracé de la route de Lille qui est attestée sur des documents qui datent du XIe siècle. Cette voie de communication appartenait au village d’Esquermes. La route de Béthune s’est industrialisée à partir de 1853, notamment grâce à la création de la filature Thiriez, qui devient l’employeur principal des villages d’Esquermes et de Loos-les-Lille. C’est en 1858 que naît le Faubourg de Béthune, en dehors des murs d’enceinte. Le Faubourg de Béthune rejoint la place Antoine Tacq (porte de Béthune) à la commune de Loos lez Lille mais les industries ont disparu.
Lors de l'édification des nouvelles fortifications de la ville à la suite de son extension de 1858, le quartier n'était encore à cette époque qu'une zone rurale réservée à l'activité agricole. Il était surnommé « la banlieue d’Esquermes », il a connu au cours de la seconde moitié du XIXe siècle et au début du XXe siècle, un développement industriel considérable autour de l'expansion de la filature de coton Thiriez qui couvre, à la veille de la Première Guerre mondiale, une superficie de 19 hectares. Progressivement, le quartier se peuple d'habitations ouvrières et d'équipements collectifs, souvent à l'initiative des industriels Thiriez soucieux d'encadrer la vie des ouvriers de l'usine. En 1922, le quartier compte 2 700 habitants et la création d'un centre paroissial et l'édification d'une église apparaissent nécessaires pour pallier l'exiguïté de la chapelle proche de la « Crèche Thiriez » qui fait office de lieu de culte dominical. La construction de l'église est décidée une dizaine d'années plus tard et sa réalisation est confiée à l'architecte lillois Jean Delrue. Les travaux, engagés en 1935, sont achevés deux ans plus tard et l'inauguration a lieu à la fin de l’année 1937[source insuffisante].
Le quartier du Faubourg de Béthune évolue au fil de l'histoire et se structure progressivement en 4 principaux sous quartiers :

### Le Vieux Faubourg
Le quartier du Vieux Faubourg connaît au XIXe siècle une importante métamorphose. Il est jusqu’en 1858 situé dans la banlieue du village d’Esquermes. Lors de l’agrandissement de Lille et de l’incorporation des quartiers de Fives, Moulins, Wazemmes et Esquermes, les fortifications sont agrandies et de nouveaux remparts sont édifiés. La porte de Béthune est alors construite en 1865. Elle sépare le quartier d’Esquermes, rattaché à Lille, du Faubourg de Béthune.
À cette époque, les entreprises Thiriez déjà installées sur ce secteur depuis 1839, façonnent le quartier. Cette manufacture textile en plein essor va progressivement remplacer les champs et prairies des alentours par des constructions d’usines, d’une retorderie, d’hôtels particuliers, de logements ouvriers organisés en courées, d’infrastructures sociales telles que des écoles, des jardins ouvriers
De nombreux commerces bordent alors la rue du Faubourg de Béthune qui est un axe et lieu de vie important des Faubourgs de Lille. Cette rue est reliée à Lille par la porte de Béthune et la place Tacq. C'est au XIXe, un très fréquenté de Lille avec le passage des tramways B et H.
Après la Première Guerre mondiale, les remparts sont progressivement détruits et avec eux les Portes de Béthune et des Postes.

### Verhaeren

#### La construction des HBM (Habitations Bon Marché) en 1934
En 1919, le déclassement de l’enceinte fortifiée de la ville de Lille est proclamé, libérant ainsi 275 hectares en partie constructibles sur les pourtours de la ville.
À la suite de cet événement, le maire de Lille, Gustave Delory et la municipalité planifient le développement futur du territoire et amorcent une politique de rénovation. Le quartier du Faubourg de Béthune est alors concerné par des travaux de grandes envergures qui débutent durant l’entre-deux-guerres. Le groupe scolaire Samain Trulin sera construit en 1930 par l’Architecte Joseph Segers afin de remplacer les écoles existantes construites dans des baraquements.
1 400 logements de type HBM (habitation à bon marché) seront également créés parmi lesquels le groupe Verhaeren dont les travaux, débutés en 1934, s’achèveront en 1936. Construit par l’Office Municipal des HBM de Lille, cet ensemble de 8 bâtiments implantés en épis compte 265 logements. “Il se caractérise par une architecture soignée aux allures haussmanniennes : grilles filtrant les passages, cœur d’ilôt aménagé en square, boutiques au rez-de-chaussée (crèmerie, librairie, marchand de légumes, droguiste.)”
À l’époque l’architecte François- Joseph Delemer prend le parti pris de la modernité. Chaque bâtiment était équipé d’un ascenseur, et chaque appartement disposait de l’eau courante, de l’électricité, d’un vide ordure et d’une surface habitable supérieure à ce qui se faisait à la même époque.

### Concorde

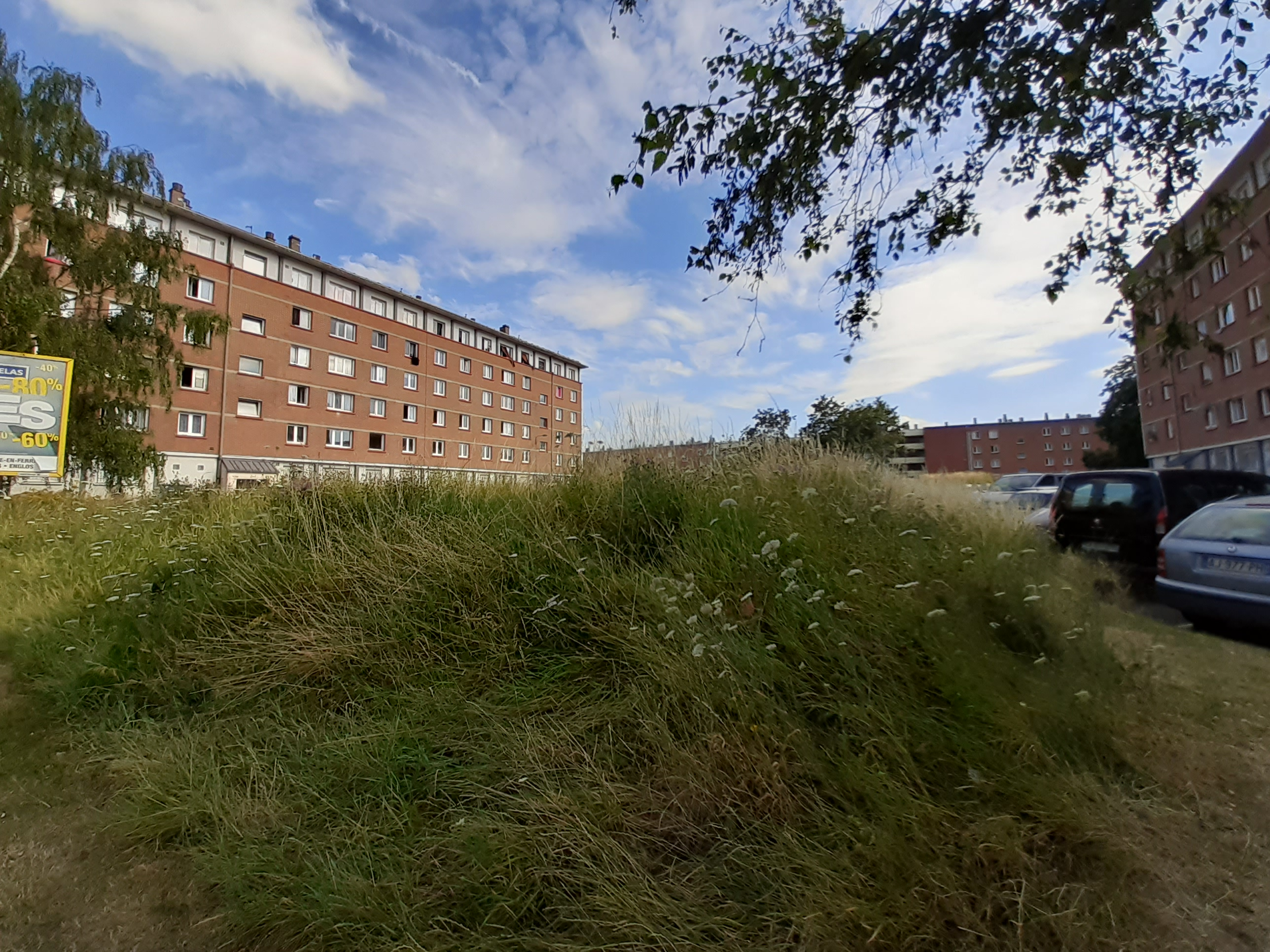
HBM.

La destruction des anciennes fortifications, achevée en 1924, a libéré un espace non négligeable au sud-est de la ville. Sur ces territoires, situés entre les portes de Fives et de Canteleu, se trouve déjà l’ensemble HBM de Verhaeren. Face à l’expansion de Lille, ces territoires vont servir, après le Seconde Guerre mondiale, à loger de nombreux Lillois. À l’époque, cet espace appartient au sud du boulevard Beethoven, à l’État, et à la municipalité, au nord. Il est traversé par une zone non aedificandi sur laquelle il n’existe, légalement, aucune habitation. Cependant, les plans d’époque et les témoignages révèlent l’existence, dès la fin de la Première Guerre mondiale, d’une série de 30 baraques le long de la ruelle Jeanne Hachette, de nombreux potagers ainsi qu’une église et un dispensaire. Ces habitations perdurent jusque dans les années 1970. Au moment de la construction du périphérique en 1973, les habitants seront relogés à la cité de la Baltique.
Au lendemain de la Seconde Guerre mondiale, la ville de Lille fait toujours face à une importante crise du logement aggravée par les destructions de guerre. Le Ministère de la Rénovation Urbaine décide, pour répondre aux besoins, la construction d’une cité d’urgence, bordant l’actuel boulevard de Metz, composée de 56 baraquements préfabriqués en bois et destinée à accueillir 142 familles soit 500 à 650 personnes. Ces habitants seront relogés boulevard d’Alsace à la construction de Concorde.

#### Dans quel cadre s’inscrit le projet Concorde?
La municipalité de Lille met en place un important plan d’urbanisme visant à répondre aux problèmes du logement. Elle s’inspire pour cela du Plan de Reconstruction et d’Aménagement élaboré par Théodore Leveau et Jean Dubuisson des années 1950. Ce dernier prévoit la construction sur les grands boulevards militaires entourant Lille au Sud, de logements sociaux parsemés d’îlots de verdure. L’acquisition par la ville des terrains militaires et notamment de la zone non aedificandi en 1953, vont permettre de concrétiser ces projets urbains. Ces constructions, dites de « secteur industrialisé », répondent à un certain nombre de critères : urbanisme vertical avec la concentration des logements dans des ensembles entiers, à forte densité, procédés de préfabrication standardisée pour réduire les lenteurs de production, promotion de dispositifs de passation de marché pour diminuer la perte de temps.
Concrètement, il s’agit d’habitats collectifs, de conception hygiéniste, dégagés de la rue et clairsemés de verdure... Ils doivent s’inscrire dans la continuité de ce qui existait avant. Le projet Concorde est sur ce point très significatif. Le Maresquier, architecte du projet, conçoit le complexe de manière à reprendre le tracé des anciens remparts, à maintenir leur paysage spécifique (murs élevés parsemés d’îlots de verts). Les habitations sont dégagées des rues et accessibles par des voies secondaires.
De part et d’autre du boulevard Beethoven, là où se tenait la porte de Béthune, sont conçus deux grands ensembles qui marquent l’entrée de la ville et rappellent l’ancienne porte. L’ensemble Concorde est à l’époque une prouesse technique composé de logements modernes dotés d’un confort unique à Lille (chauffage central, vide-ordure, tout à l’égout, ascenseur…). Il sera livré en 1962 après avoir remporté le prix de Rome en 1958.

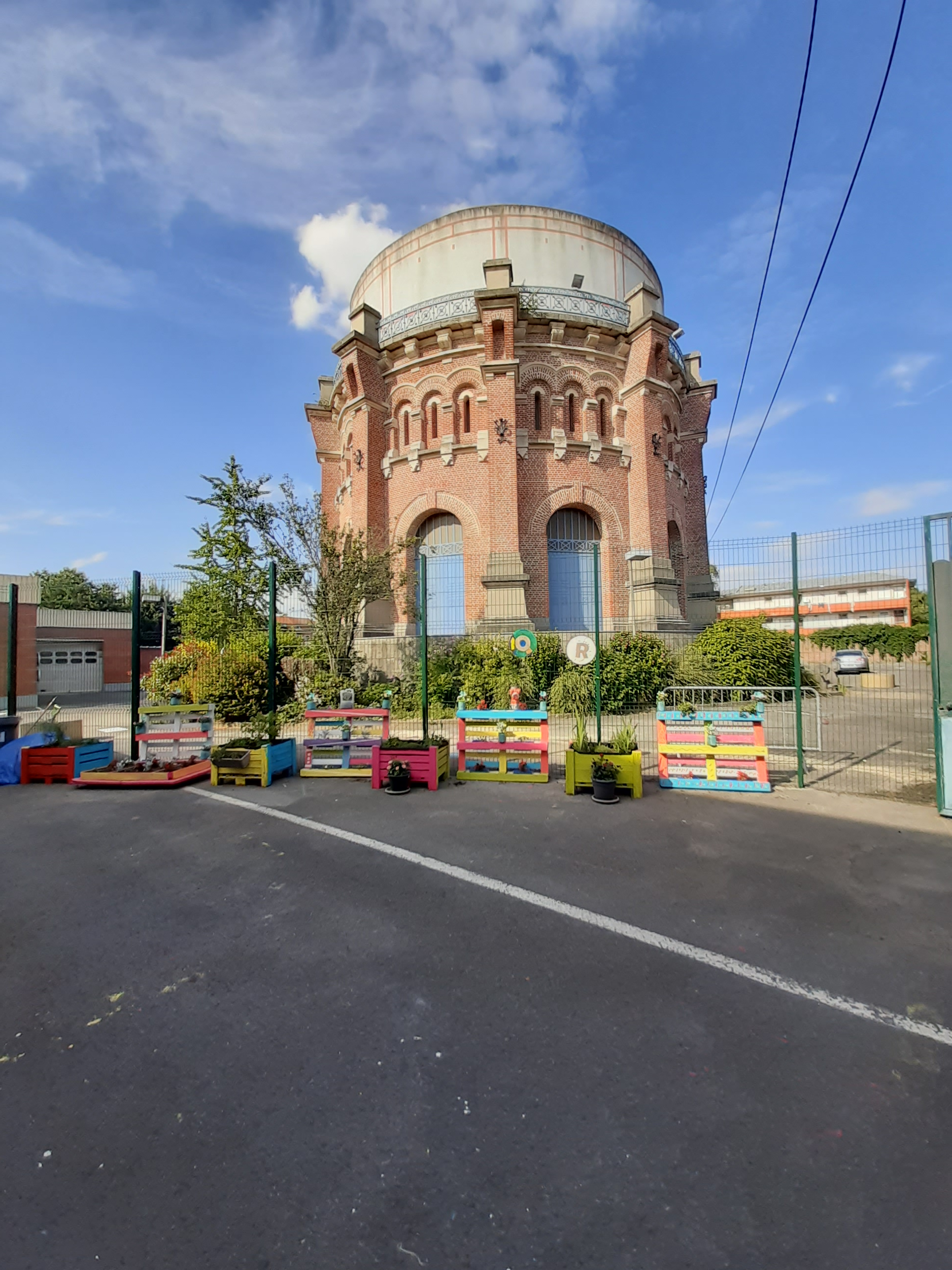
Château d'eau.

#### Concorde, la nature apprivoisée
Avant l’émergence du projet Concorde, l’espace libéré par la destruction des fortifications avait été investi par les habitants des courées du Vieux Faubourg et d’Esquermes pour la culture potagère. Cet immense terrain vague constituait un lieu de cultures, de détente et de jeux formidable pour les habitants des environs. Ces espaces spontanément exploités par les habitants, sont officiellement mis en culture pendant la Seconde Guerre mondiale pour répondre aux besoins de la population. L’espace naturel que représente le territoire situé entre la porte des Postes et de Canteleu, en plein cœur de la ville de Lille en expansion, constituait un « enjeu » à prendre en compte dans la conception de l’ensemble Concorde.
Ce dernier s’inscrit dans la doctrine urbaniste de l’époque qui envisage le logement de masse en nettoyant le cœur des îlots, en organisant des jardins intérieurs sur lesquels les logements pourront prendre abondamment air et lumière. Le projet est donc envisagé comme un ensemble de 21 immeubles d’habitation en « barre » prenant en compte les contraintes naturelles (géologie, climat...) et de surfaces plantées de trois types différents (grandes pelouses, jardin public, longue butte herbeuse).
L’ensemble Concorde est aujourd’hui encore fort marqué par la présence de verdure, héritée de son histoire, qui en fait l’un des quartiers les plus verts de Lille.

### La Baltique
Avant les premières constructions de logements entreprises par la municipalité dans les années 1950, se tenait sur le territoire de l’actuelle cité Baltique, l’importante propriété Honoré spécialisée dans la culture de fruits, légumes et fleurs. Les nouvelles habitations qui apparaissent entre le Vieux Faubourg et le CHR, en construction, entrent dans le même plan d’aménagement que l’ensemble Concorde et sont destinées à accueillir des familles alors privées de logement par les destructions de guerre ou à cause de la pénurie qui touche Lille depuis 1930.
La cité Baltique, telle qu’elle existe en 2019, voit le jour en 1970 comme ensemble de logements sociaux destinés à reloger les habitants de la « zone », à savoir de la rue Jeanne-Hachette et des Dondaines. La construction du périphérique en 1973 va contribuer à cloisonner ce quartier alors situé entre plusieurs grandes artères de circulation et l’imposant complexe hospitalier.

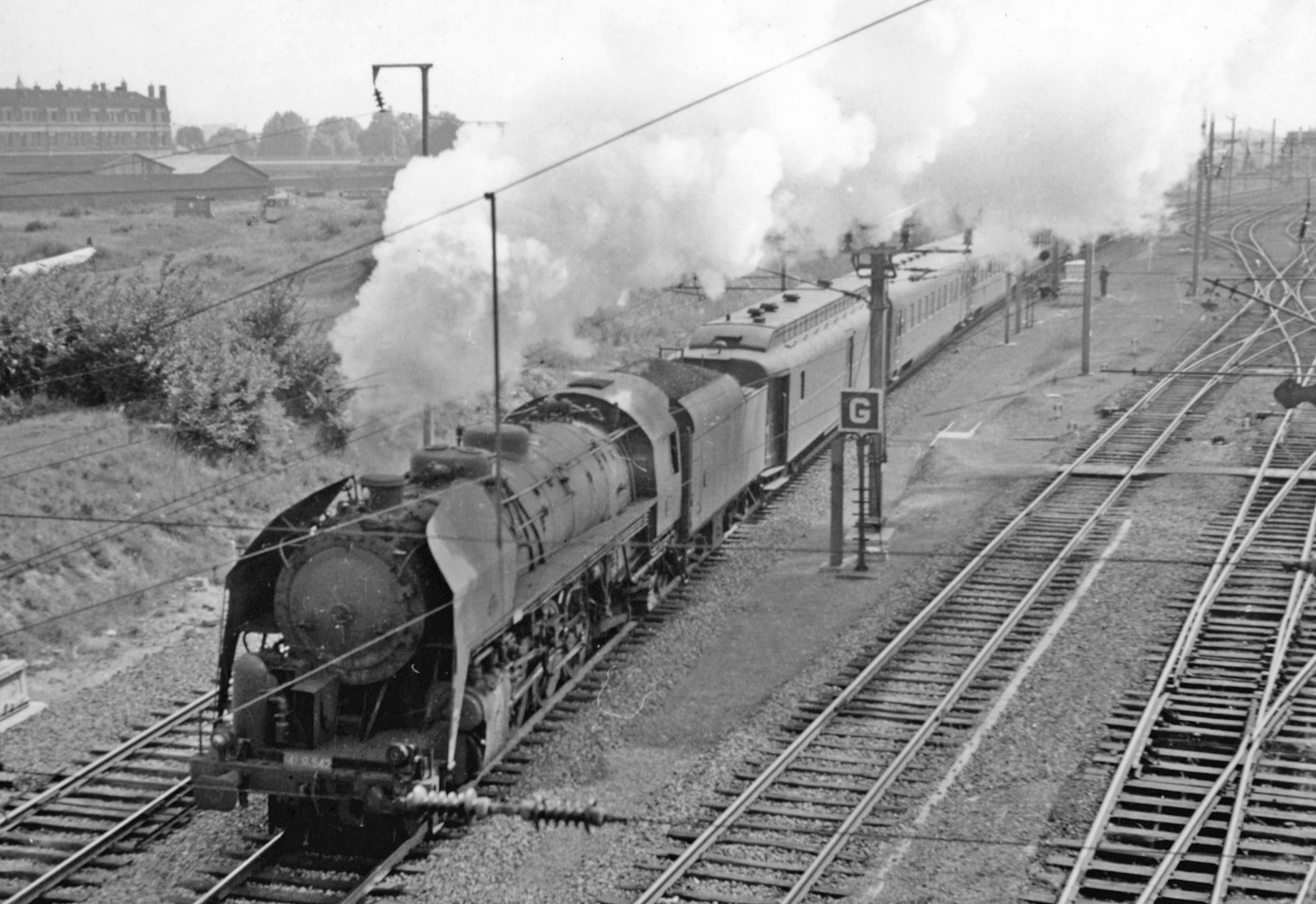
Le train de ceinture de Lille.

## Typologie de la population
Le quartier compte 8 038 habitants. Le revenu moyen des habitants est de 1 100 euros mensuel, le taux de chômage s’élève à 32% et 27% des ménages du quartier sont allocataires du RSA. La population du quartier est jeune, 32,2% ont moins de 20 ans. Les habitants sont pour la plupart (85%) locataires de leurs logements. Le quartier compte un nombre important de logements sociaux (80%). De plus 16% de la population est de nationalité étrangère,.

## Tissu associatif

### Socioculturel
Il existe de nombreuses associations sur le Faubourg de Béthune comme, Au lavoir, une laverie solidaire.
La maison de quartier est installée dans l'ancienne église paroissiale du Saint-Curé-d'Ars, construite en 1960 par les architectes Ludwik Peretz et Maurice Salembier.

#### Au Lavoir

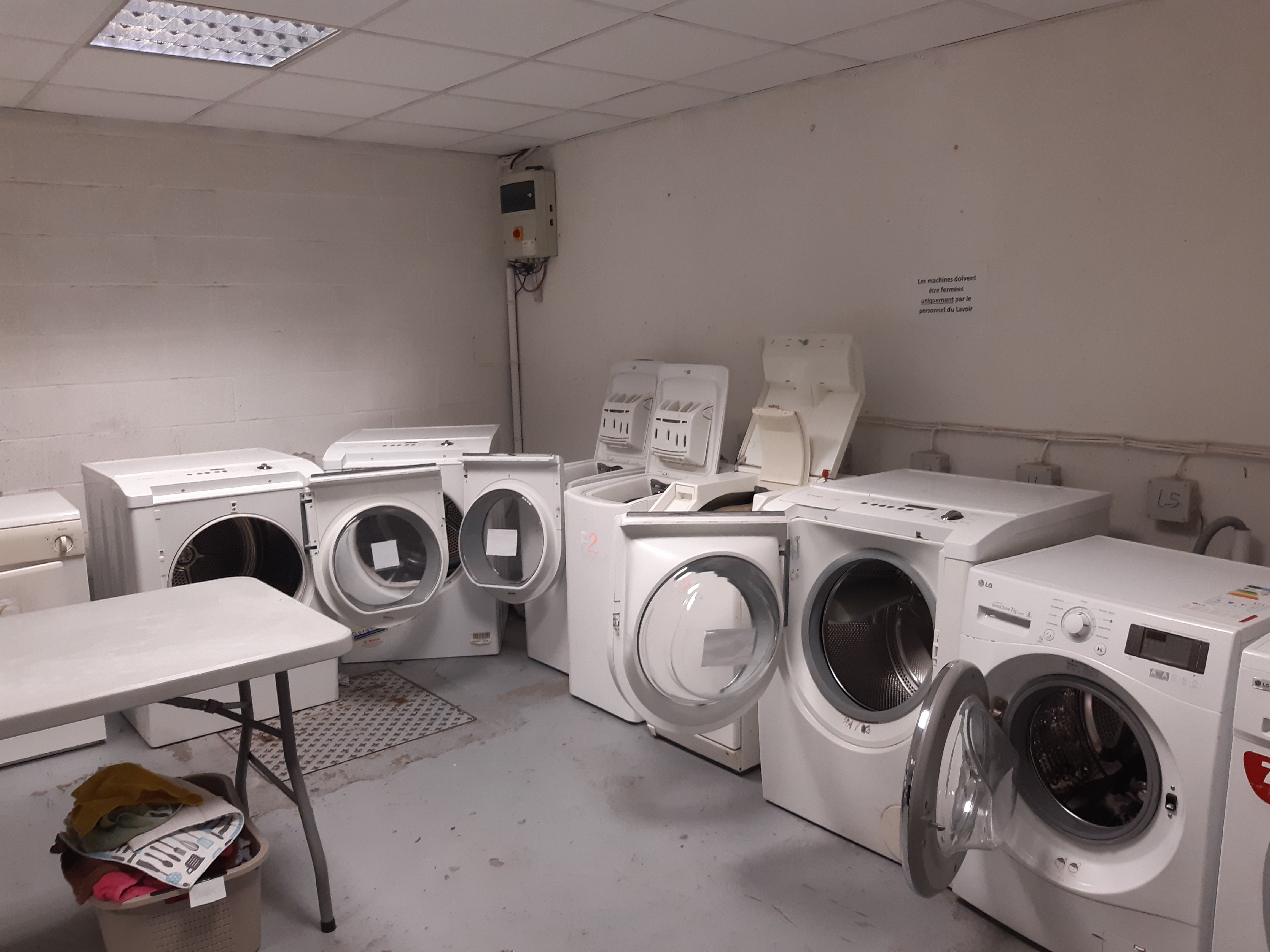
Les machines à disposition des habitants

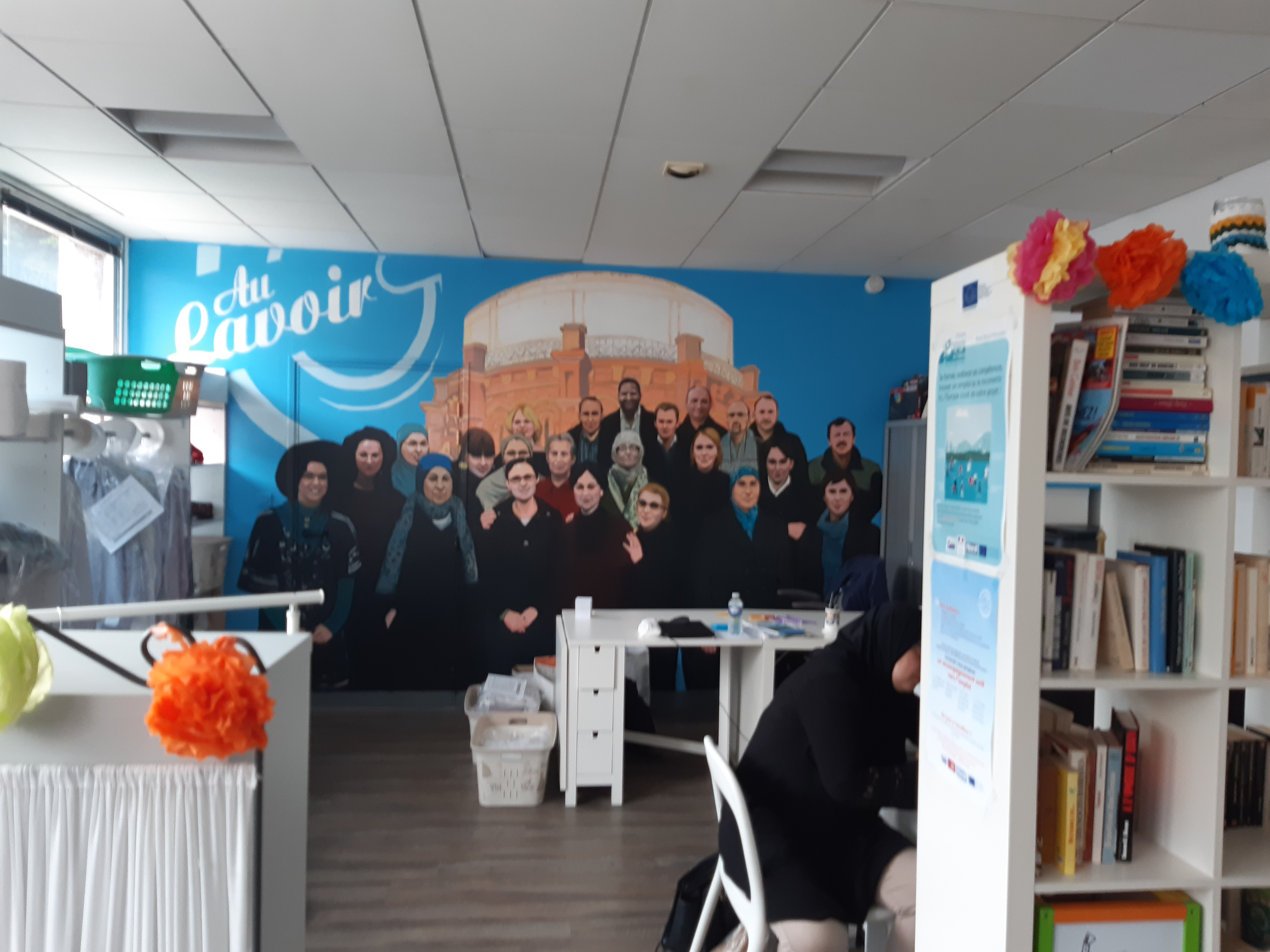
Fresque murale du lavoir avec représentation de l'équipe et des habitants

Au lavoir est une association loi de 1901 qui gère une laverie sociale et solidaire, dans le quartier Faubourg de Béthune à Lille. Ce serait la première laverie de ce type en France.
Le projet « Au lavoir » est créé le 13 février 2012 à la suite d'une étude du Centre social, la mairie de quartier du Faubourg de Béthune et de la société des Eaux du Nord. Cette étude révèle diverses difficultés rencontrées chez les habitants du quartier, notamment un déficit de matériel permettant l’entretien du linge,. L'association Au lavoir a vu le jour pour remédier à ce problème de façon concrète. Le Centre Social Projet assure la gestion du lavoir dès son ouverture en 2012 jusqu’en 2013, puis passe le relais lors de la création de l'association.
L'association est la première laverie solidaire créée en France,,, elle permet aux habitants du quartier Faubourg de Béthune de venir laver leur linge et le sécher à des prix adaptés à leurs revenus. Elle propose également des cours de français, un service permettant régler des problèmes administratifs, ou encore d'effectuer des démarches de recherche d'emploi. L'association a pour objectif d'amener les usagers vers l’autonomie dans les démarches de la vie quotidienne (la gestion du budget, l’accès aux droits, la consommation),.
Le local est ouvert sur un jardin et s'articule autour de deux étages, le premier est un lieu d'accueil et le deuxième en sous-sol est composé de l’espace laverie,.
Le public accueilli par l’association est issu de tous les quartiers de la métropole Lilloise. Néanmoins, de nombreux adhérents sont issus des quartiers de Wazemmes et de Faubourg de Béthune en raison de la proximité géographique avec l’association. Les personnes adhérentes au Lavoir sont issues de différentes catégories socio-professionnelles mais on dénombre une majorité d'allocataires du RSA (30%) ou de personnes en recherche d'emploi (18%). 44% des personnes fréquentant cet espace ont entre 26 et 64 ans. 54% des adhérents sont des femmes. En 2019, l’association compte 979 personnes adhérentes.

### Sportif
Il existe un club de judo sur le quartier FBJCL
Un club de football a toujours fait partie des infrastructures du quartier.

## Cohésion sociale

### Vivre ensemble
Le Conseil de quartier du Faubourg de Béthune se réunit régulièrement, il est présidé par Latifa Kechemir, adjointe au maire

## Statut
Le faubourg de Béthune est classé depuis 2012 en zone de sécurité prioritaire, avec renforcement des effectifs de la police nationale. Il est également inclus au sein du vaste quartier prioritaire « Secteur-Sud », dont il constitue la partie la plus occidentale.

## Culte

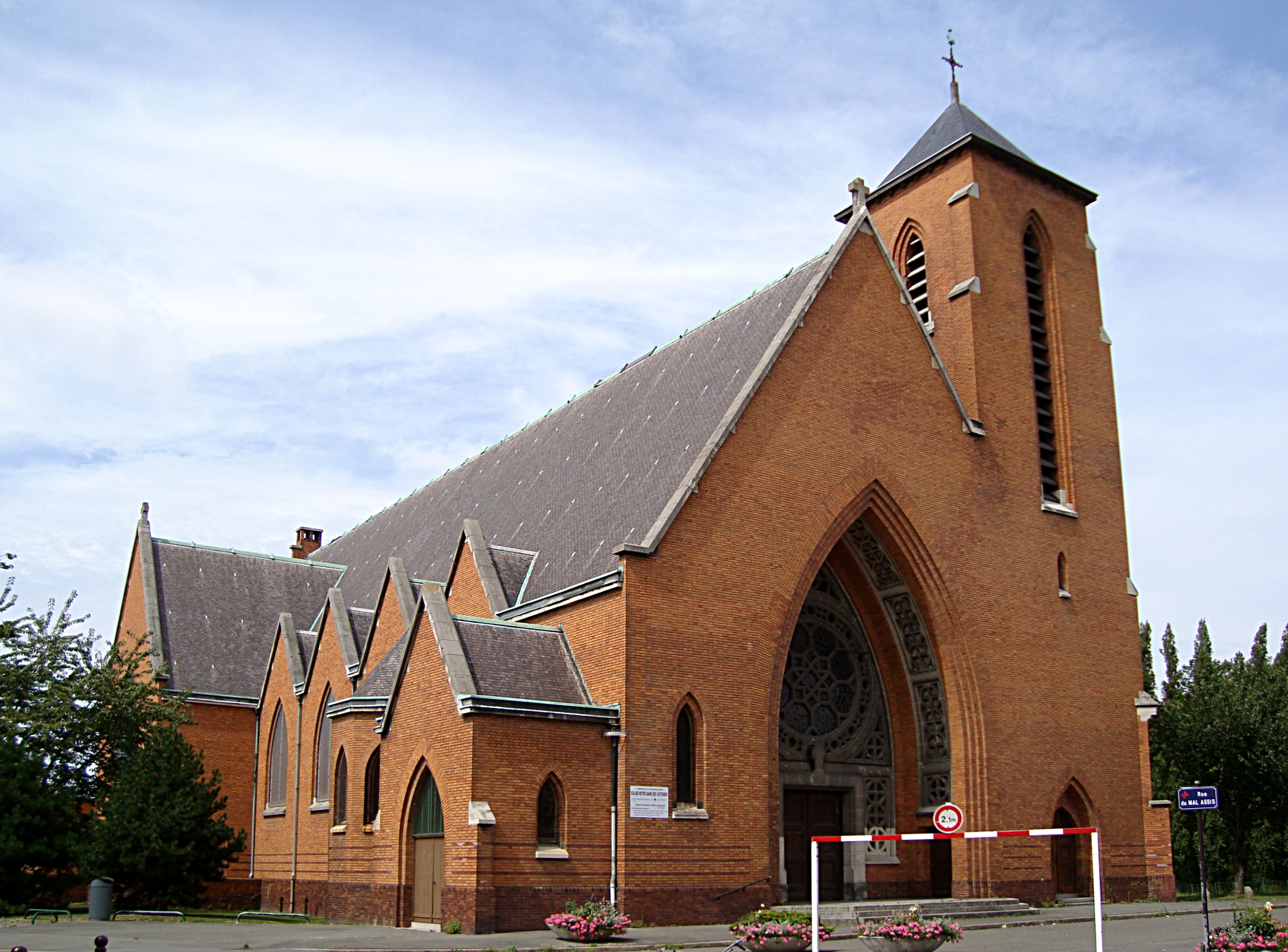
Eglise Notre-Dame-des-Victoires construite entre 1935 et 1937 par la famille Thiriez

L'Église Notre-Dame-des-Victoires de Lille, est une église située rue Augereau, dans le quartier du Faubourg de Béthune à Lille. Ce site est desservi par la station de métro CHU - Centre Oscar-Lambret.

## Personnalités du quartier
- Brahim El wahdani, administrateur du centre social, accompagne de jeunes étudiants et étudiantes pour la préparation du concours de la fonction publique[18],[19].

## Projet
Un projet de rénovation urbaine est en cours en 2019 sur le quartier, avec des familles en attente de relogement. La déconstruction de l'immeuble 2 - 12 Bd de Metz, programmée initialement pour 2019 a débuté en janvier 2021. 